# Sovětská fotbalová reprezentace do 20 let
Sovětská fotbalová reprezentace do 20 let reprezentovala SSSR na mezinárodních turnajích, jako je Mistrovství světa ve fotbale hráčů do 20 let.

## Mistrovství světa
| Rok    | Účast                                           | Soupisky |
| ------ | ----------------------------------------------- | -------- |
| 1977   | Zlatá medaile                                   |          |
| 1979   | Stříbrná medaile                                |          |
| 1981   | nekvalifikovali se                              |          |
| 1983   | nepostoupili ze skupiny                         |          |
| 1985   | Vyřazení ve semifinále Španělskem               |          |
| 1987   | nekvalifikovali se                              |          |
| 1989   | Vyřazení ve čtvrtfinále Nigérii                 |          |
| 1991   | Bronzová medaile                                |          |
| Celkem | Účast – 6× Zlato – 1×, Stříbro – 1×, Bronz – 1× |          |